# Medizinische Kräftigungstherapie
Die Medizinische Kräftigungstherapie ist eine Methode der Physikalischen und Rehabilitativen Medizin, die versucht durch Stärkung der Muskulatur Schmerzen zu beseitigen.
Nach einer genauen Untersuchung vor der ersten Einheit trainiert der Patient, genau wie beim Krafttraining, in jeder Trainingseinheit nur ca. 2–3 Minuten an einer speziellen Trainingsmaschine. Diese unterscheidet sich von den üblichen Maschinen in Fitnessstudios, da hier der Körper wesentlich fester fixiert wird, außerdem ist ein Computer integriert, der die aufgewendete Kraft sowie die Trainingszeit speichert und so den Trainingserfolg sichtbar machen kann. Je nach Fortschritt sind 12–16 Trainingseinheiten notwendig.
Anders als beim Krafttraining im Fitnessstudio wird jedes einzelne Training durch einen Therapeuten überwacht. Er kann notfalls eingreifen, wenn die Belastung zu groß ist. Die Medizinische Kräftigungstherapie ist in Deutschland kein Bestandteil des Leistungskataloges der gesetzlichen Krankenkassen, sondern wird in der Regel nur von privaten Krankenversicherungen erstattet. Die Krankengymnastik am Gerät bzw. gerätegestützte Krankengymnastik ist jedoch zumindest bei einigen gesetzlichen Krankenkassen erstattungsfähig.

## Belege
1. ↑  Arnd Krüger: Geschichte der Bewegungstherapie. In: Präventivmedizin. Springer Loseblatt Sammlung, Heidelberg 1999, 07.06, S. 1–22.
2. ↑  Was ist Bewegungstherapie? Abschnitt Medizinisches Aufbautraining und gerätegestützte Krankengymnastik. Techniker Krankenkasse; abgerufen am 8. September 2014.
3. ↑  Leistungsübersicht, Abschnitt  Krankengymnastik am Gerät/Seilzugstation. AOK Nordost; abgerufen am 8. September 2014.